# Якуб Остророг
Якуб Остророг гербу Наленч (пол. Jakub Ostroróg; 1516 — 1568) — державний діяч Польського королівства.

## Життєпис
Походив з польського магнатського роду Остророгів (Остроругів). Старший син Вацлава Остроруга, каштеляна каліського, та Уршулі Потоцької. Народився 1516 року. Після смерті батька 1527 року разом з братом Станіславом деякий час перебував під опікою Єжи, Станіслава і Марціна Остророг-Львувських. Здобув навчання в Ерфурті та Відні. Одружився з Барбарою Стадницькою, представницею заможного шляхетського роду Стадницьких.
У 1540-х роках під впливом дружини перейшов до протестантизму, ставши прихильником чеських братів. Прихильникам останніх, що втекли з Богемії, надав прихисток усвоїх володіннях. 1553 року відкриває у містечку Лешні церкву й школу для чеських братів, котра проіснувала до XVIII ст.
1566 року призначено генеральним старостою великопольським. На цій посаді всіляко сприяв поширенню протестантизму, ставши одним з лідерів реформаторів в королівстві. Під його патронатом постала потужна протестанська громада в Познані. Приєднався на екзекуційного руху (спрямований на обмеження майна магнатів) на чолі із Яном Замойським.
Через шлюби своїх дітей Якуб Остророг породичався з лідерами лютеранства і кальвінізму в Польщі. Помер 1568 року.

## Родина
Дружина — Барбара, донька Станіслава Стадницького, каштеляна саноцького
Діти:
- Ельжбета, дружина Бартоломія Зеленського, старости стежицького
- Вацлав (1546—1571/1574)
- Ян (д/н—1582)
- Катерина (д/н—після 1570), дружина Яна Свідви-Шамотульського